# Rhaconotus carinatus
Rhaconotus carinatus är en stekelart som beskrevs av Andrew Polaszek 1994. Rhaconotus carinatus ingår i släktet Rhaconotus och familjen bracksteklar. Inga underarter finns listade i Catalogue of Life.